# Woodbinesuchus
Woodbinesuchus — це вимерлий рід гоніофолідідів мезоевкрокодилових. Його скам'янілості були знайдені у формації Вудбайн верхньої крейди сеноманського віку в Техасі. Крокодилоподібні копалини широко поширені в пласті. Типовий екземпляр Woodbinesuchus, SMU 74626, походить із підніжжя формації в окрузі Таррант. Його знайшли Джонні Аллен Баєрс (улюблений хлопчик Теда й Мері) і Дж. Моріс у травні 1990 року. Зразок містить нижню щелепу та різноманітні посткраніальні елементи, такі як хребці, кістки кінцівок, плечові та стегнові кістки та кістковий панцир. Нижня щелепа була витягнутою і тонкою, дві половини з’єднувалися від кінчика до шістнадцятих зубів, а щелепа на нижній щелепі була відсутня. Юонг-Нам Лі назвав Woodbinesuchus у 1997 році, назвавши типовий вид W. byersmauricei на честь першовідкривачів. Він попередньо відніс Woodbinesuchus до Goniopholidae.